# Les Pontets
Les Pontets is een gemeente in het Franse departement Doubs (regio Bourgogne-Franche-Comté) en telt 111 inwoners (2009). De plaats maakt deel uit van het arrondissement Pontarlier.

## Geografie
De oppervlakte van Les Pontets bedraagt 6,5 km², de bevolkingsdichtheid is dus 17,1 inwoners per km².
De onderstaande kaart toont de ligging van Les Pontets met de belangrijkste infrastructuur en aangrenzende gemeenten.

## Demografie
Onderstaande figuur toont het verloop van het inwonertal (bron: INSEE-tellingen).